# Croisement de la ligne médiane
Pour les articles homonymes, voir médiane.
 (novembre 2014).
Le croisement de la ligne médiane se définit par un mouvement vis-à-vis ou autour des lignes médianes du corps. L’action d’utiliser sa main du côté opposé du corps implique un croisement de la ligne médiane. C'est une étape clé du développement de l'enfant, mais certains rencontrent des difficultés à effectuer ces mouvements. Il est donc nécessaire de travailler avec eux en psychomotricité ou en ergothérapie.

## Ligne médiane
La ligne médiane est caractérisée par une ligne imaginaire qui divise le corps humain au centre en deux moitiés soit le côté droit et le côté gauche (Mosby, 2006). Il existe aussi d’autres lignes médianes par exemple, qui séparent le haut et le bas du corps ou encore les faces antérieure et postérieure du corps (Oetter, Richter, & Frick, 1995).
La stabilité de la ligne médiane offre un axe central au corps permettant la mobilité. Cette stabilité permet en plus à la personne de faire des ajustements posturaux. Pour faire des mouvements dans l’espace et agir, la personne doit avoir conscience de la stabilité centrale de son corps «midline stability» et de la façon dont elle doit retrouver son centre quand le corps est en mouvement (Oetter et al.).
Pour la majorité des tâches impliquant l’utilisation des mains, la main gauche s’exécute dans l’espace de travail gauche et la main droite dans l’espace droit. Par exemple, pour prendre un objet situé à gauche l’enfant utilisera sa main gauche et vice versa (Holmes, Sanabria & Spence, 2006). Dans ce contexte, le côté de l’espace de travail est déterminé de différentes façons soit par la ligne médiane sagittale (centre du corps), soit par la tête (le centre de la tête) ou par la direction du regard (le centre de la tête et/ou des yeux) (Holmes et al., 2006). Dans certaines tâches, il est nécessaire de croiser la ligne médiane.
Le croisement de la ligne médiane se définit par un mouvement vis-à-vis ou autour des lignes médianes du corps (Patricia Oetter et al.). Par exemple, l’action d’utiliser sa main du côté opposé du corps implique un croisement de la ligne médiane. Plusieurs activités telles certains loisirs comme le tennis, le piano, les activités de la vie quotidienne comme l’habillage, les activités de motricité fine comme le découpage, le coloriage et les activités de motricités globales comme frapper un ballon impliquent cette action (Oetter et al.). Le croisement de la ligne médiane est une étape clé au développement moteur des enfants (Oetter et al.). L’évitement du croisement de la ligne médiane est une difficulté rencontrée chez certains enfants comme ceux atteints du syndrome de l’X fragile qui est un syndrome d’origine héréditaire (Hagerman & Silverman, 1991). D’ailleurs, un tel évitement reflète un problème d’intégration bilatérale et de la séquence (Kramer, 2010). Ce terme est pertinent en ergothérapie puisqu'un enfant avec un problème au niveau du croisement de la ligne médiane aura des difficultés dans la réalisation de ses activités au quotidien.